# Transmitância

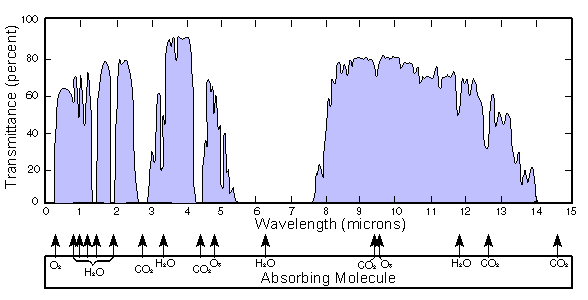
Diagrama mostrando a dispersão atmosférica, relevante para transmitância e distribuição espectral no infravermelho. Imagem em domínio público, datada de 18 de agosto de 2014.

Na óptica e na espectroscopia, a transmitância é a fração da luz incidente com um comprimento de onda específico, que atravessa uma amostra de matéria. É um fenômeno relacionado diretamente à absorbância. Consiste na passagem inalterada de radiação pela matéria, ocasionada pela saturação desta energia. Uma pequena fração da radiação pode passar pelos dois estágios, sendo primeiramente absorvida e depois liberada como numa transmissão ininterrupta. Esse tipo de radiação é denominada radiação espúria.
A transmitância pode ser utilizada para classificar os diferentes tipos atômicos, uma vez que cada um possui uma capacidade distinta de absorver ou transmitir radiação. Esses conceitos são a base da espectrometria.